# Sablier
Pour les articles homonymes, voir Sablier (homonymie).

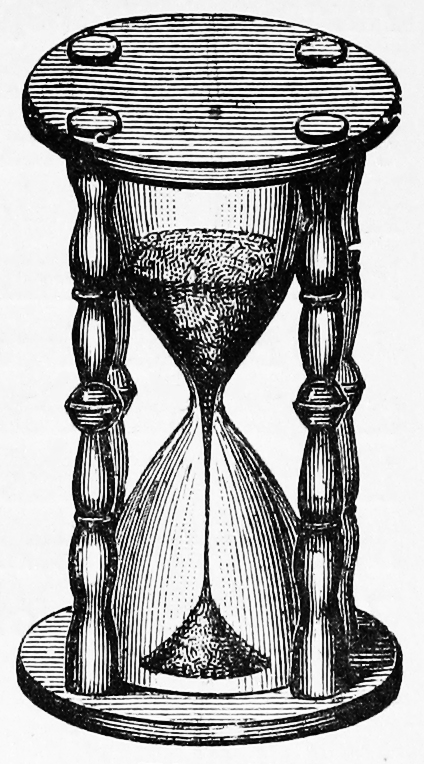
Un sablier en bois

Un sablier est un instrument qui permet de mesurer un intervalle de temps correspondant à la durée d'écoulement d'une quantité calibrée de « sable », à l'intérieur d'un récipient transparent.

## Origine
Le sablier a pour ancêtre la clepsydre. La plus ancienne, ayant été découverte à Karnak en 1904, a été datée du règne d’Aménophis III, vers -1400. C'est un récipient se vidant pour indiquer une durée de temps. Le sablier n'est qu'une clepsydre se retournant pour remplir de nouveau le récipient de manière simple, c'est-à-dire par simple retournement.
Les Romains utilisaient essentiellement le cadran solaire pour connaître l'heure et la clepsydre pour mesurer le temps, mais des soupçons sont émis quant à l'utilisation de sablier, bien qu'aucun n'ait été retrouvé à ce jour.
En Occident, le sablier n'apparaît qu'au XIIIe siècle, mais on soupçonne l'existence, depuis le deuxième siècle de notre ère, d'un instrument semblable au sablier, contenant de l'huile à la place du sable.

## Symbolique
En iconographie, le sablier, vu comme un symbole de la fuite du temps et de la précarité de la vie, est souvent associé à la mort. Il est parfois représenté avec des ailes d'oiseau ou de chauve-souris pour symboliser la fugacité du temps qui passe. Les allégories du Temps ou de la Mort portent donc fréquemment un sablier, comme par extension, celles de la mélancolie[réf. nécessaire].
Curieusement, entre le milieu du XVe siècle et le milieu du XVIIe siècle, toute une série de représentations de l’Annonciation (peintures murales, enluminures, panneaux sur bois ou toiles, gravures) comporte un sablier ou une horloge, comme l’a relevé l’historien de l’art Philippe Junod. Dans ces cas, ces instruments peuvent être interprétés comme emblème d’un temps nouveau dans le cadre de l’iconographie chrétienne, traduisant l’Incarnation, l’instant où le Verbe se fait Chair, où l’Éternité devient Temps.
En franc-maçonnerie, il fait partie des symboles qui se présente, dans certains rituels, à l'impétrant dans le cabinet de réflexion lors de son initiation.

## Description
À l'origine il était constitué de deux bulbes ou ampoules de verre placées l'un sur l'autre et reliées par un tuyau fin ou par un diaphragme, l'ensemble étant scellé avec de la cire à cacheter. Les progrès du soufflage du verre ont permis par la suite de les réaliser d'une seule pièce.
Les sabliers, contrairement à ce que pourrait laisser entendre leur nom, ne contiennent pas un sable ordinaire, mais un mélange de poudre de marbre calciné, de coquilles d'œufs et de plomb ou de zinc.

## Fonctionnement
Le bulbe rempli de sable fin, ou d'un corps similaire, est placé en haut et par l'effet de la gravité, le sable s'écoule lentement dans l'autre bulbe. Une fois que tout le sable s'est écoulé dans le bulbe du bas, on peut retourner le sablier pour mesurer une autre période de temps, ce qui peut constituer un semblant d'horloge si une origine de temps est fixée. 

## Utilisation

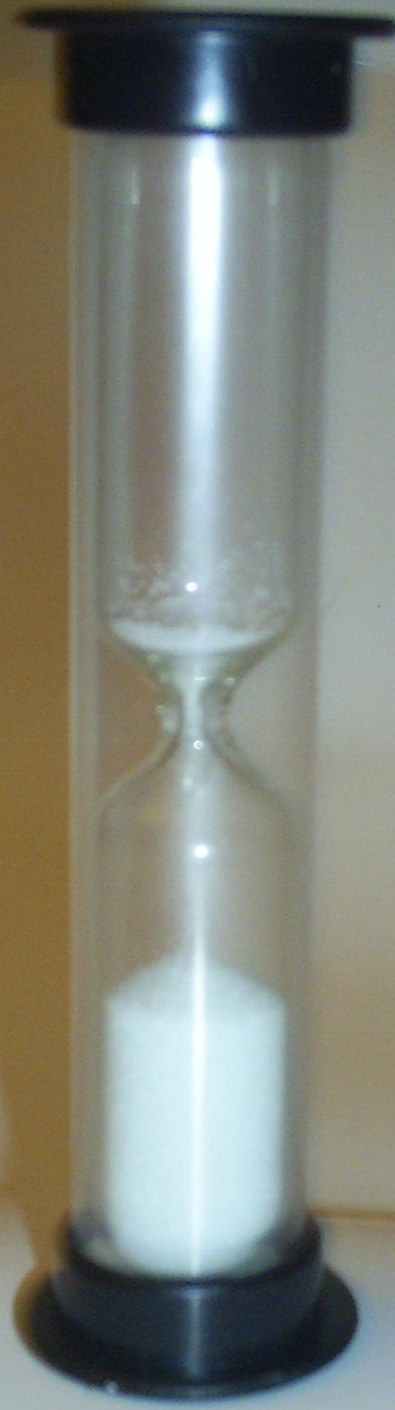
Sablier de 3 minutes pour la cuisson des œufs

Aujourd'hui, en général, les sabliers communs écoulent leur sable en 1 à 5 minutes. Une utilisation courante et familière est le contrôle de la cuisson des œufs à la coque avec des sabliers de 3 minutes. Le sablier est aussi utilisé dans les jeux de société pour limiter les tours de jeu.
Au Moyen Âge, il servait à limiter le temps des sermons et des leçons universitaires. 
Dans la marine, il était utilisé à bord des bateaux pour en mesurer la vitesse, visualiser la durée des quarts, et même parfois pour mesurer la durée d'une expédition.
Il ne sera remplacé sur les navires qu'au XVIIIe siècle avec le développement de chronomètres fiables.
Le sablier n'est pas un outil fiable pour mesurer précisément une durée. Plusieurs facteurs peuvent affecter la durée d'écoulement du sable : la hauteur de sable dans l'ampoule supérieure, la finesse et l'homogénéité de texture du sable, la forme des bulbes, la taille du tube qui les relie, son usure par l'écoulement du sable, la position plus ou moins horizontale, l'effet des mouvements accentuant ou ralentissant l'écoulement du sable. À titre d'information, 10 essais consécutifs avec un sablier moderne de trois minutes  ont permis de constater une variabilité de ± 6 secondes correspondant à ± 1 écart-type. 

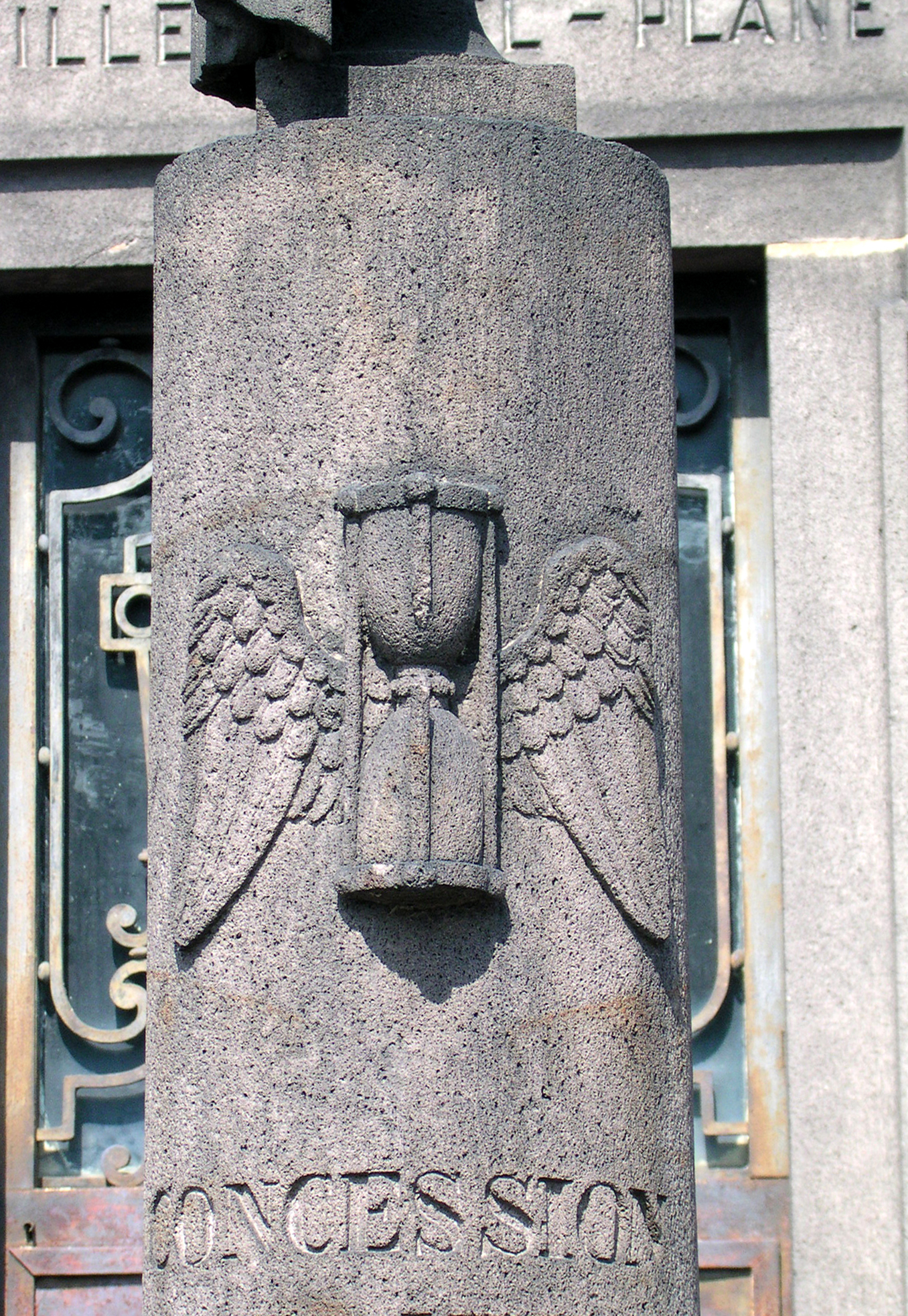
Un sablier ailé, cimetière des Carmes (Clermont-Ferrand)

## Dans le monde
La durée d’écoulement d’un sablier ne dépend pas forcément de sa taille. Toutefois, si l’écoulement est prévu sur plusieurs jours, voire semaines, il devra être dimensionné en conséquence. 
Parmi les exemplaires de cette sorte, on compte la Roue du temps à Budapest et le sablier du Nima Sand Museum, à Ōda, au Japon. Avec des hauteurs respectives de huit et six mètres et une durée d’écoulement de un an chacun, les deux  géants font partie des plus grands instruments au monde dédiés à la mesure du temps.
Un exemplaire de 11,90 mètres et d'une masse de 40 tonnes avait été installé à but promotionnel en juillet 2008 sur la Place Rouge de Moscou. Il s’agit probablement du plus gros sablier ayant existé à ce jour.